# Lagocheirus wenzeli
Lagocheirus wenzeli là một loài bọ cánh cứng trong họ Cerambycidae.